# Quartier Tunisie - Coutures - Épinettes à Reims

Les douze conseils de quartiers de Reims
Barbâtre - Saint-Remi - Verrerie
Bois d'Amour - Porte de Paris - Courlancy
Centre-ville
Jean Jaurès - Cernay
Clairmarais - Charles Arnould
Châtillons
Chemin Vert - Europe
Croix-Rouge - Hauts de Murigny
La Neuvillette - Trois-Fontaines
Laon Zola - Neufchâtel - Orgeval
Maison-Blanche - Sainte-Anne - Wilson
Murigny

Le quartier Jean Jaurès - Cernay se situe au nord est de Reims.

## Situation
Le quartier se trouve au Nord-Est du Centre-ville, il est entouré par les quartiers  Chemin-Vert - Europe au sud et Quartier Laon Zola - Neufchâtel - Orgeval à l'ouest, par la commune de Cernay-lès-Reims à l'est et la commune de Bétheny au nord. Il est indiqué en rose sur le plan de localisation.
Il est notamment traversé d'est en ouest par la rue Jean-Jaurès (route nationale 51). C'est aussi dans ce quartier que commence la Rocade Nord de Reims (RNR) ou boulevard des Tondeurs.

## Données chiffrées
Il y avait 19 862 habitants en ce quartier en 2007, 19 818 habitants en 2010 et un pic avec 20 833 habitants en 2020. L'age moyen est de 38 ans.
En immobilier, la part de logements sociaux est ici de 30 %. La taxe d'habitation s'élève à 21 % et la taxe foncière à 31 % (en moyenne pour le département: taxe d'habitation à 29 %, taxe foncière à 14 %). Quant à la taxe d’enlèvement des ordures ménagères, elle est de 7 % La catégorie socio-professionnelle la plus représentée dans le quartier est celle des employés et ouvriers. Côté immobilier, les habitations du quartier sont réparties en 28 % de maisons et 72 % d'appartements.

## Description / Urbanisme
- Cité de la rue du Chalet - Tunisie
La ville de Reims a été détruite à 80 % durant la Première Guerre mondiale[1]. La municipalité élue en novembre 1919 et son maire Charles Roche firent appel au major de l'armée américaine George Burdett Ford. Celui-ci élabora un plan de reconstruction ambitieux, le plan « Ford » retenu par le conseil municipal, le 5 février 1919, et qui prévoyait de créer une douzaine de cités-jardins, reliées entre elles par une ceinture verte de parcs destinés à séparer les quartiers d'habitation des zones industrielles.

## Loisirs & lieux d'intérêt
- La maison de quartier Epinettes[2]
- La maison de quartier Châlet.
- La maison de quartier Jean Jaurès avec ses deux espaces Chalet et Flambeau. À noter que chaque année est organisé à l'espace Flambeau Le festival régional  de théâtre amateur "Brut de Scène".

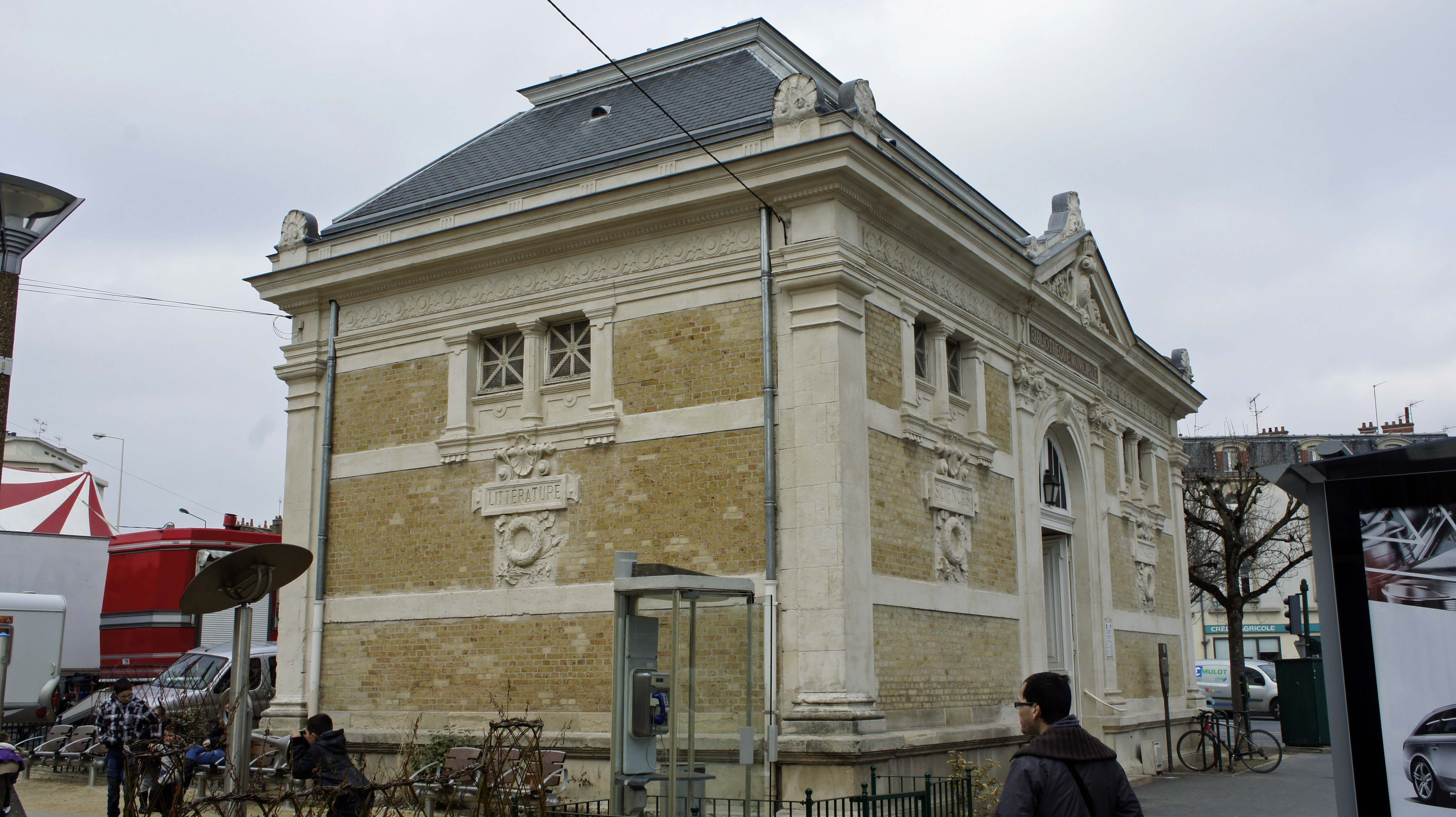
Bibliothèque Holden, annexe de la bibliothèque municipale
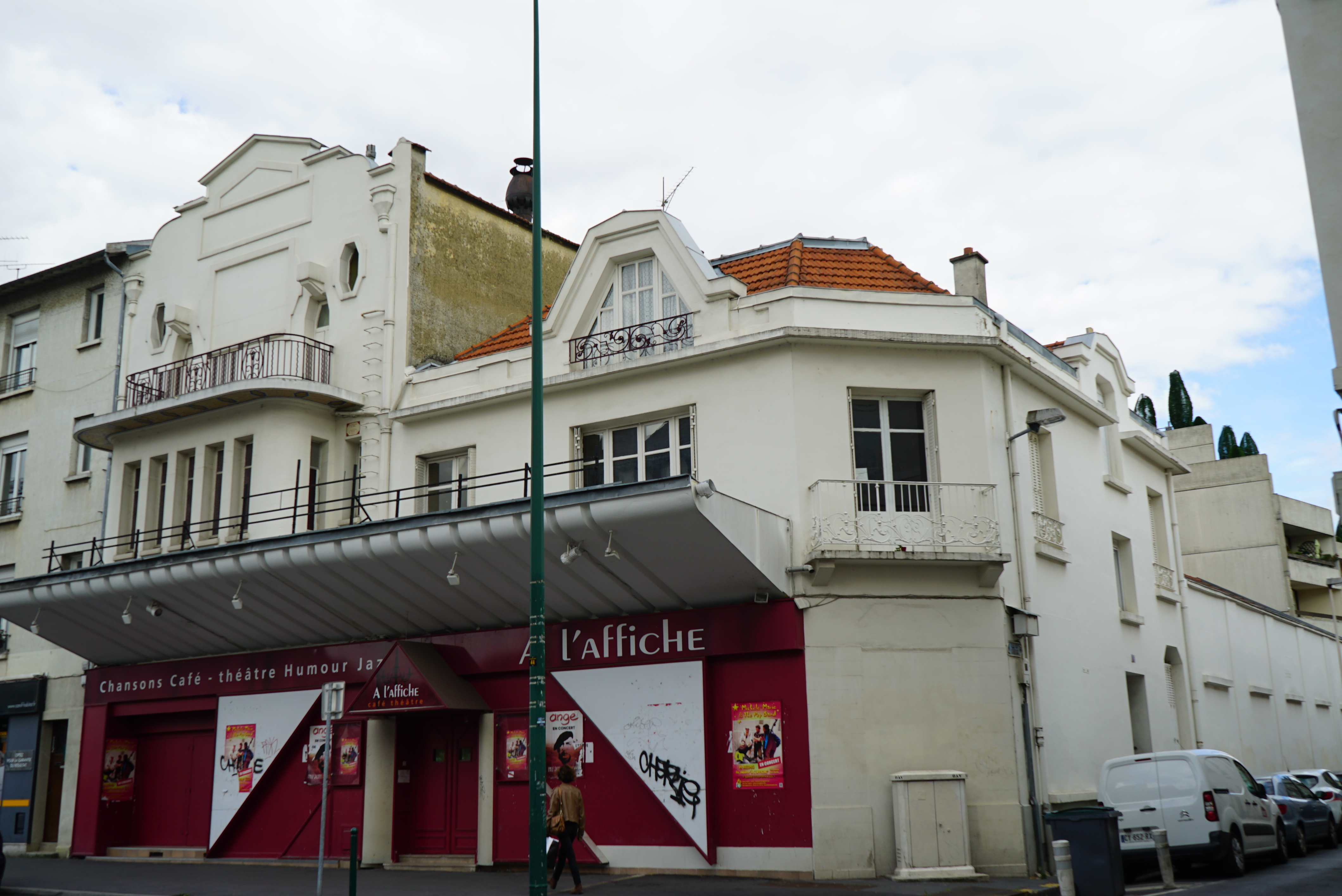
Salle de spectacle.
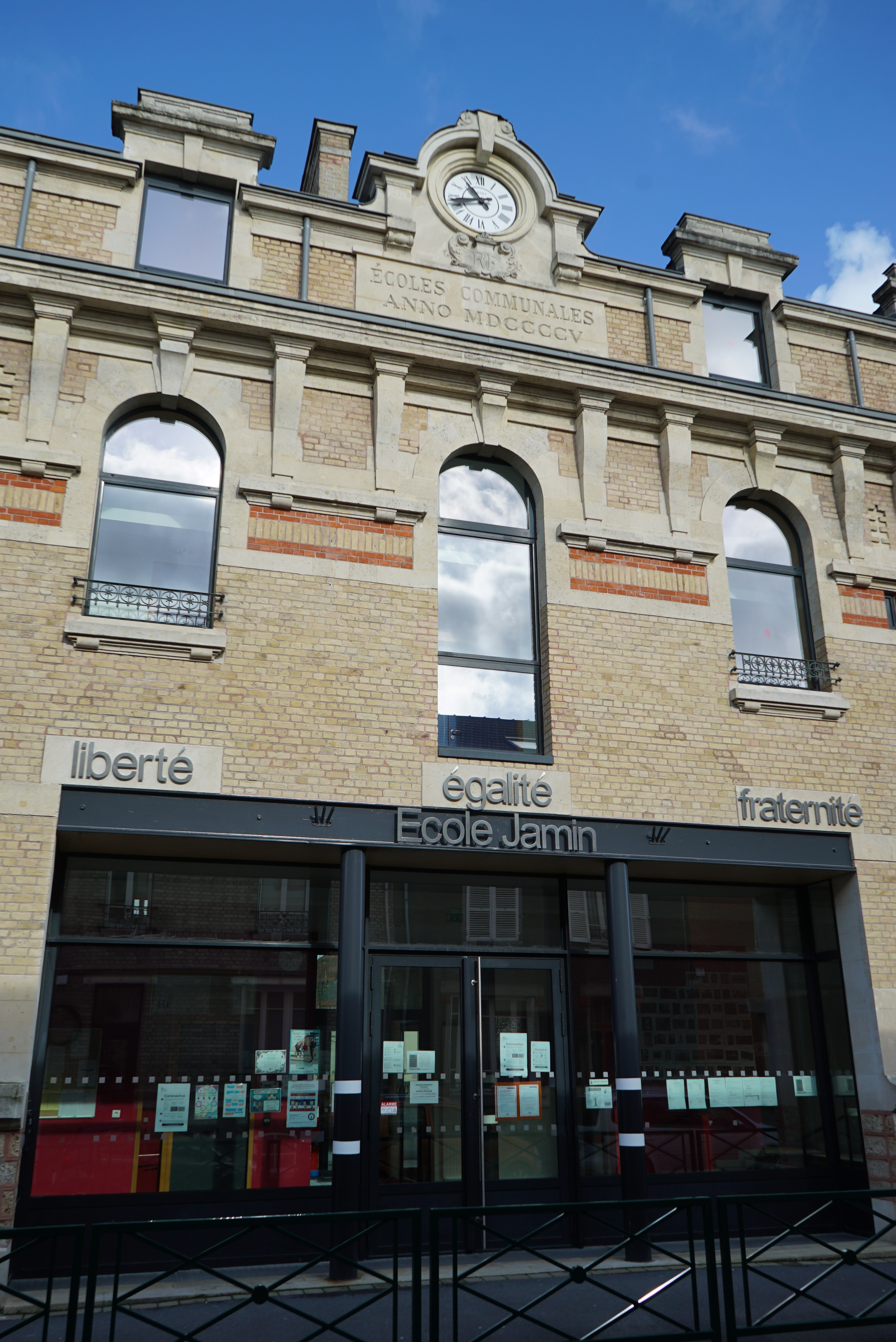
École Jamin
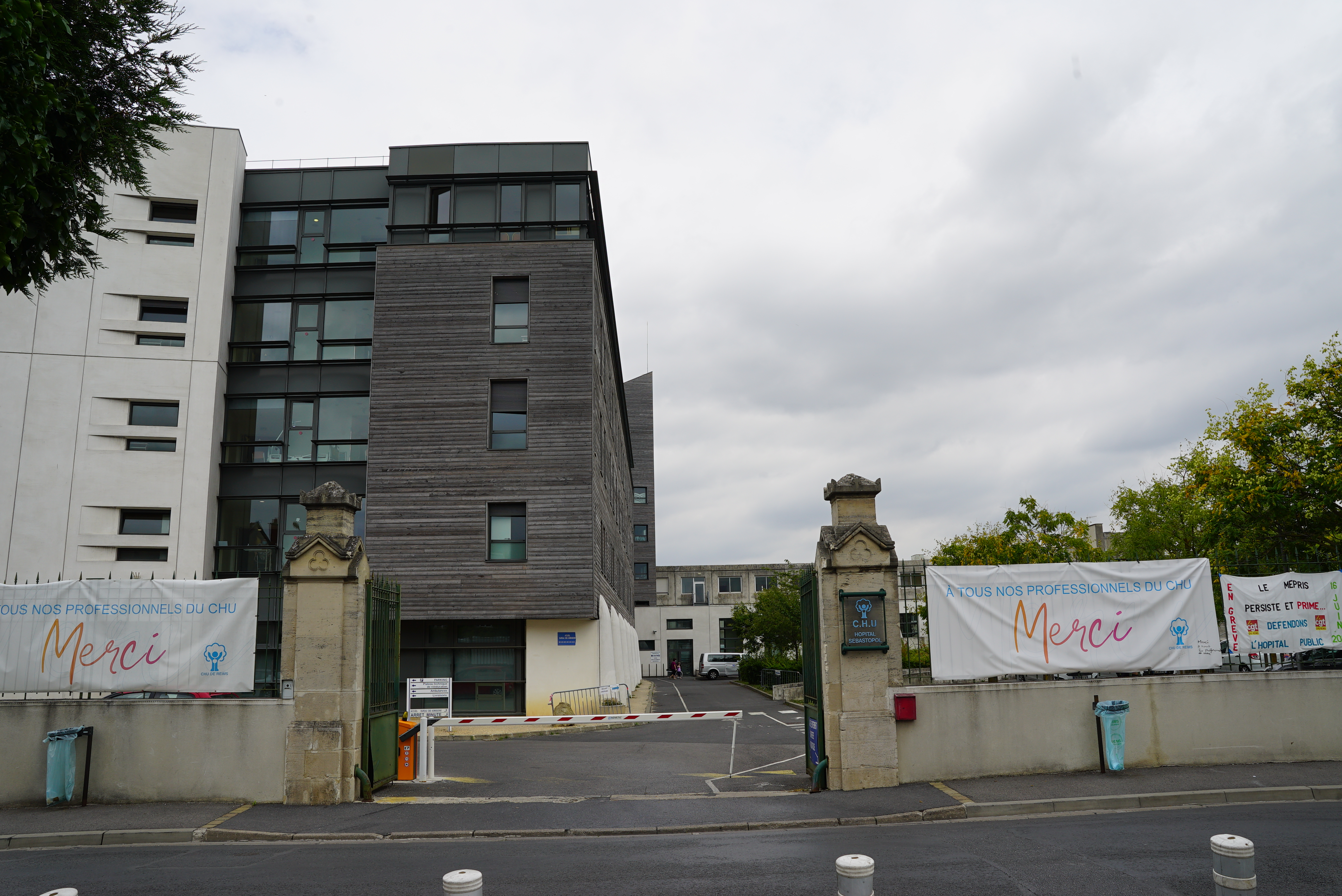
Hôpital Sébastopol
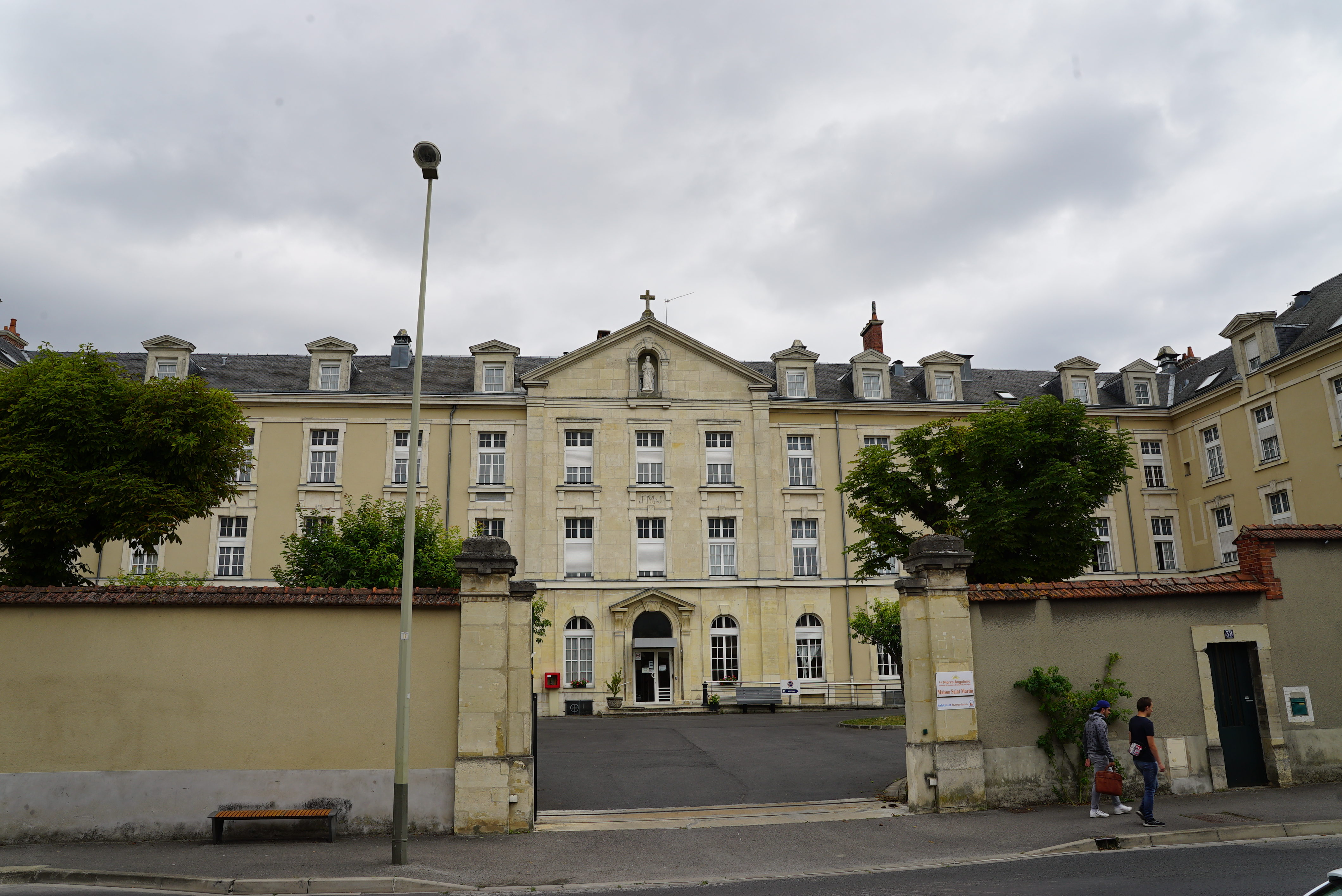
Maison de retraite Saint-Martin
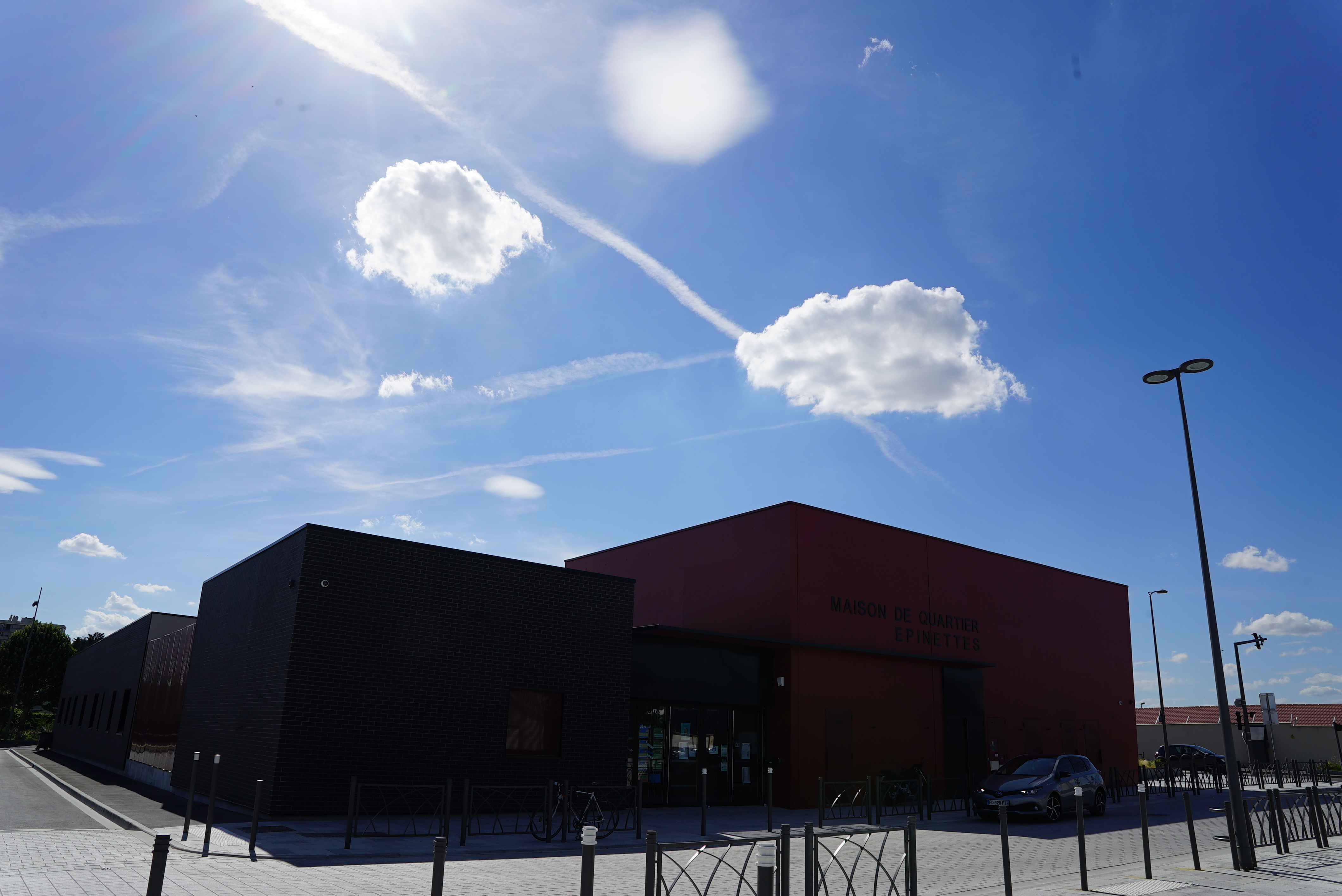
Maison de quartier Épinettes

- La bibliothèque Holden,
- La Maison de quartier Trois-piliers, située sur le quartier Laon Zola, se trouve non loin.
- l'ancien cinéma « Eden », aujourd'hui, l'Affiche de style art-déco sur l'avenue Jean Jaurès.
- La Chapelle Foujita, rue du Champ de Mars.
- La Maison de retraite st-Martin.
- Cimetière de l'est, avenue Jean Jaurès.
- Église Jeanne-D'Arc, rue de Verdun.

### Enfance & Enseignement
- Lycée Jean-Jaurès.
- L'école primaire Jamin, rue des Écoles (Reims).
- Groupe scolaire Saint-André (Maternelle, primaire, collège), Rue Raymond-Guyot.
- École élémentaire Carteret, Boulevard Carteret.
- École élémentaire Prieur de la Marne, rue Prieur de la Marne.
- Collège Maryse Bastié, rue Léon Faucher.
- Groupe scolaire Gerbault, rue Henri Barbusse.

### Santé & Sécurité
- CHR Sébastopol
- C.M.P.P.

## Économie

### Principaux centres commerciaux
- Centre commercial Carrefour Market Jacquart

### Entreprises notables et parcs d'activités
Au nord du quartier, à Épinettes, un parc d’activités comprend une petite zone commerciale ainsi que d’anciennes usines. Dans Jamin nord-est, une zone industrielle, Port-Sec, subsistent des entreprises de transport et de construction.

### Transports en commun
Le quartier Cernay Jamin - Jean Jaurès - Épinettes est desservie par le réseau de transports de l'agglomération CITURA via les lignes :
- la ligne  bus    1  (Ccial Cernay / Europe ↔ Tinqueux Boutréaux) (Certaines dessertes sont prolongées de Tinqueux Boutréaux à Champigny Croix Blanche via Thillois)
- la ligne  bus    5  (Ccial Champfleury ↔ Épinettes / Route de Witry)
- la ligne  bus    8  (Tinqueux Champ Paveau ↔ Bétheny La Couturelle) (Certains services desservent le lycée Croix Cordier)
- la ligne  bus  11  (Gare Centre ↔ Croix du Sud)
- la ligne  bus  14  (La Neuvillette - Mairie ↔ Sébastopol)
- la ligne  bus  30  (Thillois - Millésime ↔ Moulin de la Housse) (Ligne de soirée)
- la ligne  bus  40  (Maison Blanche / Val de Murigny ↔ Epinettes) (Ligne de soirée)
- la ligne  bus  Noctambus  (Campus Croix Rouge ↔ Moulin de la Housse) (Ligne de soirée)
- la ligne CITYBUS (Gare Centre ↔ Gare Centre)
Le quartier est également desservi par les lignes Marne Mobilité via les lignes:
- la ligne 240 (Pomacle ↔ St-Symphorien)
- la ligne 250 (Bourgogne ↔ Gare Champagne TGV)